# Ana Hastings, condessa de Huntingdon
Ana Hastings, nascida Ana Stafford (em inglês: Anne; Ashby, c. 1483 - 1544), foi a filha de Henrique Stafford, 2.º duque de Buckingham e Catarina Woodville. Em 1510, foi especulado que havia um caso entre a nobre e o rei Henrique VIII de Inglaterra e com o seu cortesão, Sir William Compton.

## Família
Ana nasceu em 1483, no mesmo ano em que seu pai Henrique Stafford, 2.º duque de Buckingham, foi executado por traição como resultado de uma rebelião contra o rei Ricardo III de Inglaterra, da Casa de Iorque. Sua mãe era Catarina Woodville, filha de Jaqueline de Luxemburgo e Ricardo Woodville, 1.º conde de Rivers, portanto irmã de Isabel Woodville, a rainha consorte de Eduardo IV de Inglaterra, que era  irmão de seu sucessor no trono, Ricardo III.
Seus irmãos incluíam:
- Eduardo Stafford, 3.º Duque de Buckingham, marido de Leonor Percy.
- Henrique Sttaford, 1.º conde de Wiltshire, casado com a herdeira Cecília Bonville, 7.º baronesa de Harington, filha de Guilherme Bonville, 6.º barão de Harington e Catarina Neville, irmã do fazedor de reis Ricardo Neville, 16.º Conde de Warwick.
- Isabel Sttaford, condessa de Sussex, primeira esposa de Roberto Radcliffe, 1.º conde de Sussex.

Após a morte de seu pai sua mãe se casou com Jasper Tudor, filho de Owen Tudor e Catarina de Valois, mãe do rei da Casa de Lencastre, Henrique VI, irmão de Edmundo Tudor e consequentemente tio do primeiro rei da Casa de Tudor, Henrique VII. Catarina Woodville morreu em 18 de maio de 1497.

## Biografia
Após a morte de seu primeiro marido, Sir Walter Herbert em 1507, a condessa que apenas tinha 20 anos de idade, passou o controle do Castelo de Raglan para seu irmão Eduardo Stafford, 3.º Duque de Buckingham. Ana morou com seu irmão no Castelo de Thornbury até se casar novamente com Jorge Hastings, 1.º conde de Huntingdon. Ela serviu como dama de companhia à rainha Catarina de Aragão, esposa de Henrique VIII.
Em 28 de maio de 1510, foi dito pelo embaixador espanhol Don Luiz Caroz que uma das irmãs do Duque de Buckingham havia atraído a atenção do rei Henrique VIII, baseando-se na informação dada por uma antiga dama de companhia da rainha chamada Francesca de Carceres. Logo em seguida, seu irmão Eduardo a flagrou com o cortesão Sir William Compton em seus aposentos. Seu marido a mandou para um convento e Compton teve que aceitar sacramento em 1527 para provar que ele não havia cometido adultério. 
Embora não haja evidência suficiente de envolvimento amoroso entre os dois, em seu testamento Compton lhe deixou uma propriedade em Leicestershire e fundou uma capela na qual orações diárias seriam feitas para a sua alma.
Aparentemente,  o escândalo não abalou o relacionamento de Ana com seu marido, pois os dois permaneceram próximos, o que é provado através de carta escrita por Jorge em 1525 para a esposa, assim como por meio de seu apontamento  de Ana como executora de seu testamento.  O casal primeiramente viveu em Asby-de-la-Zouche em Huntingdonshire e em seguinda em Stoke Poges, Buckinghamshire.
Ana esteve presente em 1520 durante o encontro dos reis Henrique VIII e Francisco I de França, que se tornou conhecido como Campo do Pano de Ouro. 
Seu irmão, o 3.º Duque de Buckingam, foi executado por traição em 17 de maio de 1521. 
Ela se tornou Condessa de Huntingdon no ano de 1529 com o investimento de seu marido, e durante a década de 1530, fez parte da corte de Maria Tudor, a futura rainha católica Maria I.

## Filhos
De seu primeiro casamento com Sir Walter Herbert, filho ilegítimo de Guilherme Herbert, 1.º conde de Pembroke, não resultou nenhum filho.
Com Jorge Hastings, 1.º conde de Huntingdon, filho de Eduardo Hastings, 2.º barão Hastings e Maria Hungerford, foi a mãe de cinco filhos e três filhas:
- Francisco Hastings, 2.º conde de Huntingdon (n. 1514), casado com Catarina Pole com quem teve onze filhos.
- Sir Tomás Hastings (1515 - 1558), marido de Winifred Pole, irmã de sua cunhada Catarina Pole. Não tiveram filhos. Após a morte do marido, Winifred se casou com Sir Tomás Barrington.
- Eduardo Hastings, 1.º barão Hastings de Loughborough (1520 -  5 de março de 1572/73), casado com Joana Aston com quem teve  três filhos. Com uma mulher de nome desconhecido teve outro filho, Eduardo Hastings.
- Henrique Hastings (1508 - 1543).
- Guilherme Hastings (1510 - 1543).
- Doroteia Hastings (1516 - 1538), esposa de Sir Ricardo Devereux, filho de Walter Devereux, 1.º visconde de Hereford e Maria Grey. Eles tiveram quatro filhos.
- Maria Hastings (1514 - março de 1532).
- Catarina Hastings (n. 1516), casada com Bridges Nanfan.

## Na cultura popular
Ana é a protagonista do livro At the King's Pleasure, escrito por Kathy Lynn Emerson.
Na série  The Tudors da emissora Showtime, ela aparece como a filha de do 3.º Duque de Buckingham que na vida real era seu irmão. Ana é retratada como a amante de Charles Brandon, 1.º Duque de Suffolk, grande amigo do rei e seu futuro cunhado ao se casar com Maria Tudor. Porém, não existe evidências de um relacionamento entre os dois. Na história ela morre da Doença do Suor, o que causou a morte de Guilherme Compton anteriormente. 
A condessa é uma personagem do livro A princesa Leal de Philippa Gregory.